# EDIL3
EDIL3‏ (EGF like repeats and discoidin domains 3) هوَ بروتين يُشَفر بواسطة جين EDIL3 في الإنسان.